# 4 Horsemen: Apocalypse – Das Ende ist gekommen
4 Horsemen: Apocalypse – Das Ende ist gekommen (Originaltitel 4 Horsemen: Apocalypse) ist ein US-amerikanischer Fantasy-Katastrophenfilm aus dem Jahr 2022 von Geoff Meed, der auch für das Drehbuch mitverantwortlich war.

## Handlung
Aufgrund der globalen Erwärmung kommt es zu weitreichenden Hungersnöten. Dem folgt eine neue Pandemie, da die Bevölkerung durch Antibiotikaresistenzen nicht geheilt werden kann. Dadurch kommt es überall in der Welt zu Aufständen und Revolten. Täglich mehren sich die Stimmen verschiedener Staats- und Regierungschefs, dass es sich um Zeichen für eine anstehende Apokalypse handelt. General Bridget Norris erhält den Befehl, ein hochspezialisiertes Expertenteam zusammenzustellen, um gegen die angebliche Apokalypse anzukommen. Final setzt sich das Team aus der Vulkanologin Dr. Lynise Hughes, der Meteorologin Dakota Lenna und dem Mikrobiologen Elliot Rodney zusammen.

## Hintergrund
Der Film entstand in Kalifornien. Er erschien am 29. April 2022 als Video-on-Demand in den USA und ein Monat später erfolgte dort der Start in den Videoverleih. Am 23. September 2022 startete der Film in den deutschen Videoverleih.

## Rezeption
Oliver Armknecht für Film-Rezensionen schreibt, dass der Film aufgrund langgezogener Dialogszenen langweilig sei. Er bemängelt, dass auf die biblischen Hintergründe der Apokalypse gar nicht eingegangen wird und die Reiter der Apokalypse lediglich einem der Charaktere in einem Drogenrausch verursacht durch Pilze erscheinen. Als Fazit schreibt er, „4 Horsemen: Apocalypse“ spiele mit religiösen Motiven, benutze sie letztendlich aber nicht. Stattdessen handele es sich um eine typische Produktion der Billigschmiede The Asylum, bei der anderthalb Stunden lang Leute durch die Gegend liefen und dabei so täten, als wäre die Situation gerade spannend. Da seien die seltenen Szenen mit den grauenvollen Spezialeffekten schon der „Höhepunkt“. Armknecht vergibt zwei von zehn möglichen Punkten.
Aufgrund zu weniger Bewertungen hat der Film im Audience Score, der Zuschauerwertung auf Rotten Tomatoes, keine Wertung. In der Internet Movie Database hat der Film bei 377 Stimmenabgaben eine Wertung von 2,2 von 10,0 möglichen Sternen.